# هارالد فرايهر فون إلفيرفيلدت
هارالد فرايهر فون إلفيرفيلدت (6 فبراير 1900 - 6 مارس 1945) كان جنرالًا في الفيرماخت في ألمانيا النازية خلال الحرب العالمية الثانية الذي قاد فرقة بانزر التاسعة. وقد حصل علىوسام الفارس الصليبي الحديدي ب أوراق البلوط.
طوال عام 1942 وأوائل عام 1943، شارك في العديد من العمليات الأمنية الخلفية في عمليات بيلاروسيا، عملية Eisvogel (عملية Kingfisher) وعملية Zigeunerbaron (عملية Gypsy Baron). في سبتمبر 1943 تمت ترقيته إلى رتبة جنرال وخدم في شبه جزيرة القرم. في سبتمبر 1944، بعد أن قاتلت فرقة بانزر التاسعة في نورماندي، تم إعطاء هارالد فون إلفيرفيلدت قيادة الفرقة وأمرها حتى 28 ديسمبر 1944، ثم مرة أخرى من فبراير 1945 حتى قتل في العمل في مارس 1945. تم منحه صليب وسام الفارس الصليبي الحديدي في 9 ديسمبر 1944، وتم منحه بعد وفاته أوراق البلوط في 23 مارس 1945، جنبًا إلى جنب مع ترقية إلى جينيرال لوتنانت.

## الزينة
- الصليب الحديدي (1914) الدرجة الثانية (17 أبريل 1919) [1] [2]
- وسام الشرف في الحرب العالمية 1914/1918 (21 ديسمبر 1934) [2]
- مشبك الصليب الحديدي (1939) الدرجة الثانية (29 سبتمبر 1939) والدرجة الأولى (8 أكتوبر 1939) [2]
- الصليب الألماني في الذهب في 16 مارس 1942 باسم أوبرسلوبمينت im Generalstab (في هيئة الأركان العامة ) للجنرال كوماندو LVI. ارميكوربس [3]
- وسام الفارس الصليبي الحديدي بأوراق البلوط
  - صليب الفارس في 9 ديسمبر 1944 كجنرال الرائد وقائد الفرقة التاسعة بانزر [4]
  - باوراق البلوط رقم 801 في 23 مارس 1945 بصفته قائد عام وقائد فرقة بانزر التاسعة [4]

### اقتباسات
1. ↑  Thomas 1997.
2. 1 2 3  Wegmann 2004.
3. ↑  Patzwall & Scherzer 2001.
4. 1 2  Scherzer 2007.

### قائمة المراجع
- Mitcham, Samuel W. Jr. 2008."Panzer Commanders of the Western Front:German Tank Generals in WWII". Mechanicsburg PA, USA.StackPole Books. (ردمك 978-0-8117-3507-0).
- Patzwall, Klaus D.; Scherzer, Veit (2001). Das Deutsche Kreuz 1941 – 1945 Geschichte und Inhaber Band II [The German Cross 1941 – 1945 History and Recipients Volume 2] (بالألمانية). Norderstedt, Germany: Verlag Klaus D. Patzwall. ISBN:978-3-931533-45-8.
- Scherzer, Veit (2007). Die Ritterkreuzträger 1939–1945 Die Inhaber des Ritterkreuzes des Eisernen Kreuzes 1939 von Heer, Luftwaffe, Kriegsmarine, Waffen-SS, Volkssturm sowie mit Deutschland verbündeter Streitkräfte nach den Unterlagen des Bundesarchives [The Knight's Cross Bearers 1939–1945 The Holders of the Knight's Cross of the Iron Cross 1939 by Army, Air Force, Navy, Waffen-SS, Volkssturm and Allied Forces with Germany According to the Documents of the Federal Archives] (بالألمانية). Jena, Germany: Scherzers Militaer-Verlag. ISBN:978-3-938845-17-2.
- Wegmann, Günter (2004). Die Ritterkreuzträger der Deutschen Wehrmacht 1939–1945 Teil VIIIa: Panzertruppe Band 1: A–E [The Knight's Cross Bearers of the German Wehrmacht 1939–1945 Part VIIIa: Panzer Force Volume 1: A–E] (بالألمانية). Bissendorf, Germany: Biblio-Verlag. ISBN:978-3-7648-2322-1.

| مناصب عسكرية    | مناصب عسكرية                | مناصب عسكرية    |
| --------------- | --------------------------- | --------------- |
| سبقه {{{سبقه}}} | {{{العنوان}}} {{{الأعوام}}} | تبعه {{{تبعه}}} |
| سبقه {{{سبقه}}} | {{{العنوان}}} {{{الأعوام}}} | تبعه {{{تبعه}}} |